# Coupe du monde de snowboard 2022-2023
Navigation
Édition précédente Édition suivante
La Coupe du monde de snowboard 2022-2023 est la 29e saison de la Coupe du monde de snowboard organisée par la Fédération internationale de ski et de snowboard. Elle débute le 22 octobre 2022 à Coire en Suisse et se termine le 26 mars 2023 à Silvaplana en Suisse.
La FIS décerne 3 gros globes de cristal individuels pour récompenser les vainqueurs des spécialités :
- la coupe du monde de Snowboard Alpin, dit aussi parallèle (PAR);
- la coupe du monde de Snowboard Cross (SBX);
- la coupe du monde de Snowboard Freestyle (Park & Pipe).

Un petit globe de cristal est attribué aux vainqueurs des disciplines suivantes : 
- slalom parallèle (PSL) et slalom géant parallèle (PGS);
- big air (BA), halfpipe (HP) et slopestyle (SS).

En raison de l'Invasion de l'Ukraine par la Russie en 2022, les athlètes russes et biélorusses sont interdits de compétition durant toute la saison.

## Tableau d'honneur
| Discipline        | Discipline             | Homme              | Femme                      |
| ----------------- | ---------------------- | ------------------ | -------------------------- |
| Alpin             | Général                | Fabian Obmann      | Julie Zogg                 |
| Alpin             | Slalom géant parallèle | Roland Fischnaller | Ramona Theresia Hofmeister |
| Alpin             | Slalom parallèle       | Fabian Obmann      | Julie Zogg                 |
| Alpin             | Par équipes            | Autriche I         | Autriche I                 |
| Cross             | Cross                  | Martin Nörl        | Charlotte Bankes           |
| Park & Pipe       | Général                | Valentino Guseli   | Mitsuki Ono                |
| Park & Pipe       | Big Air                | Valentino Guseli   | Reira Iwabuchi             |
| Park & Pipe       | Half-pipe              | Ruka Hirano        | Mitsuki Ono                |
| Park & Pipe       | Slopestyle             | Dusty Henricksen   | Julia Marino               |
| Coupe des nations | Coupe des nations      | Autriche           | Autriche                   |

| Rang | Nation     | Points |
| ---- | ---------- | ------ |
| 1    | Autriche   | 4011   |
| 2    | Japon      | 3681   |
| 3    | États-Unis | 3569   |
| 4    | Suisse     | 3478   |
| 5    | Italie     | 3456   |

## Snowboard Alpin

### Programme
- 14 épreuves individuelles de Snowboard Alpin (7 en slalom géant parallèle et 7 en slalom parallèle) + 5 épreuves par équipe mixte dans 11 stations.

### Classements

#### Général
| Rang | Nom                | Points | Victoire(s) | Podium(s) |
| ---- | ------------------ | ------ | ----------- | --------- |
|      | Fabian Obmann      | 485    | 1           | 2         |
| 2    | Maurizio Bormolini | 481    | 2           | 2         |
| 3    | Andreas Prommegger | 465    | 1           | 3         |
| 4    | Alexander Payer    | 433    | 1           | 2         |
| 5    | Oskar Kwiatkowski  | 418    | 2           | 2         |

| Rang | Nom                        | Points | Victoire(s) | Podium(s) |
| ---- | -------------------------- | ------ | ----------- | --------- |
|      | Julie Zogg                 | 595    | 2           | 4         |
| 2    | Ramona Theresia Hofmeister | 584    | 1           | 3         |
| 3    | Sabine Schöffmann          | 549    | 2           | 2         |
| 4    | Daniela Ulbing             | 491    | 1           | 4         |
| 5    | Tsubaki Miki               | 441    |             | 1         |

| Rang | Nation      | Points |
| ---- | ----------- | ------ |
|      | Autriche I  | 209    |
| 2    | Suisse II   | 154    |
| 3    | Italie II   | 136    |
| 4    | Allemagne I | 133    |
| 5    | Suisse I    | 125    |

#### Slalom parallèle
| Rang | Nom                | Points | Victoire(s) | Podium(s) |
| ---- | ------------------ | ------ | ----------- | --------- |
|      | Fabian Obmann      | 291    | 1           | 2         |
| 2    | Maurizio Bormolini | 295    | 2           | 2         |
| 3    | Arvid Auner        | 251    |             | 2         |
| 4    | Alexander Payer    | 225    | 1           | 2         |
| 5    | Edwin Coratti      | 217    |             | 1         |

| Rang | Nom                        | Points | Victoire(s) | Podium(s) |
| ---- | -------------------------- | ------ | ----------- | --------- |
|      | Julie Zogg                 | 345    | 2           | 3         |
| 2    | Daniela Ulbing             | 290    | 1           | 3         |
| 3    | Sabine Schöffmann          | 288    | 1           | 2         |
| 4    | Ramona Theresia Hofmeister | 225    |             | 1         |
| 5    | Claudia Riegler            | 196    |             | 1         |

#### Slalom géant parallèle
| Rang | Nom                | Points | Victoire(s) | Podium(s) |
| ---- | ------------------ | ------ | ----------- | --------- |
|      | Roland Fischnaller | 344    | 2           | 4         |
| 2    | Andreas Prommegger | 336    | 1           | 3         |
| 3    | Oskar Kwiatkowski  | 334    | 2           | 3         |
| 4    | Mirko Felicetti    | 253    |             | 2         |
| 5    | Benjamin Karl      | 235    | 1           | 1         |

| Rang | Nom                        | Points | Victoire(s) | Podium(s) |
| ---- | -------------------------- | ------ | ----------- | --------- |
|      | Ramona Theresia Hofmeister | 359    | 1           | 4         |
| 2    | Sabine Schöffmann          | 261    | 1           | 2         |
| 3    | Ladina Jenny               | 261    | 1           | 2         |
| 4    | Aleksandra Krol            | 257    |             | 1         |
| 5    | Julie Zogg                 | 250    |             | 2         |

### Calendrier et podiums

#### Hommes
| N°                                                                     | Date             | Lieu               | Type | Vainqueur                              | Deuxième                               | Troisième                              |
| ---------------------------------------------------------------------- | ---------------- | ------------------ | ---- | -------------------------------------- | -------------------------------------- | -------------------------------------- |
| 1                                                                      | 11 décembre 2022 | Winterberg         | PSL  | Alexander Payer                        | Tim Mastnak                            | Stefan Baumeister                      |
| 2                                                                      | 15 décembre 2022 | Carezza            | PGS  | Andreas Prommegger                     | Dario Caviezel                         | Roland Fischnaller                     |
| 3                                                                      | 17 décembre 2022 | Cortina d'Ampezzo  | PGS  | Roland Fischnaller                     | Andreas Prommegger                     | Aaron March                            |
| 4                                                                      | 10 janvier 2023  | Bad Gastein        | PSL  | Maurizio Bormolini                     | Alexander Payer                        | Stefan Baumeister                      |
| 5                                                                      | 15 janvier 2023  | Scuol              | PGS  | Oskar Kwiatkowski                      | Mirko Felicetti                        | Andreas Prommegger                     |
| 6                                                                      | 21 janvier 2023  | Bansko             | PSL  | Dario Caviezel                         | Fabian Obmann                          | Edwin Coratti                          |
| 7                                                                      | 22 janvier 2023  | Bansko             | PSL  | Maurizio Bormolini                     | Arvid Auner                            | Stefan Baumeister                      |
| 8                                                                      | 26 janvier 2023  | Blue Mountain (en) | PGS  | Benjamin Karl                          | Lee Sang-ho                            | Oskar Kwiatkowski                      |
| 9                                                                      | 27 janvier 2023  | Blue Mountain (en) | PGS  | Oskar Kwiatkowski                      | Alexander Payer                        | Roland Fischnaller                     |
| Bakuriani - Championnats du monde de snowboard 2023 (19 et 21 février) |                  |                    |      |                                        |                                        |                                        |
| -                                                                      | 7 mars 2023      | Livigno            | PGS  | Annulé à cause de raisons économiques. | Annulé à cause de raisons économiques. | Annulé à cause de raisons économiques. |
| -                                                                      | 8 mars 2023      | Livigno            | PSL  | Annulé à cause de raisons économiques. | Annulé à cause de raisons économiques. | Annulé à cause de raisons économiques. |
| -                                                                      | 11 mars 2023     | Piancavallo        | PSL  | Annulé                                 | Annulé                                 | Annulé                                 |
| 10                                                                     | 15 mars 2023     | Rogla              | PGS  | Roland Fischnaller                     | Mirko Felicetti                        | Edwin Coratti                          |
| 11                                                                     | 18 mars 2023     | Berchtesgaden      | PSL  | Fabian Obmann                          | Arvid Auner                            | Rok Marguč                             |

#### Femmes
| N°                                                                     | Date             | Lieu               | Type | Vainqueur                             | Deuxième                              | Troisième                             |
| ---------------------------------------------------------------------- | ---------------- | ------------------ | ---- | ------------------------------------- | ------------------------------------- | ------------------------------------- |
| 1                                                                      | 11 décembre 2022 | Winterberg         | PSL  | Sabine Schöffmann                     | Julie Zogg                            | Daniela Ulbing                        |
| 2                                                                      | 15 décembre 2022 | Carezza            | PGS  | Michelle Dekker                       | Aleksandra Krol                       | Ladina Jenny                          |
| 3                                                                      | 17 décembre 2022 | Cortina d'Ampezzo  | PGS  | Glorija Kotnik                        | Ramona Theresia Hofmeister            | Megan Farrell                         |
| 4                                                                      | 10 janvier 2023  | Bad Gastein        | PSL  | Daniela Ulbing                        | Claudia Riegler                       | Ladina Jenny                          |
| 5                                                                      | 15 janvier 2023  | Scuol              | PGS  | Carolin Langenhorst                   | Ramona T. Hofmeister                  | Julie Zogg                            |
| 6                                                                      | 21 janvier 2023  | Bansko             | PSL  | Julie Zogg                            | Sabine Schöffmann                     | Jessica Keiser                        |
| 7                                                                      | 22 janvier 2023  | Bansko             | PSL  | Julie Zogg                            | Daniela Ulbing                        | Patrizia Kummer                       |
| 8                                                                      | 26 janvier 2023  | Blue Mountain (en) | PGS  | Ladina Jenny                          | Lucia Dalmasso                        | Sabine Schöffmann                     |
| 9                                                                      | 27 janvier 2023  | Blue Mountain (en) | PGS  | Ramona T. Hofmeister                  | Julie Zogg                            | Daniela Ulbing                        |
| Bakuriani - Championnats du monde de snowboard 2023 (19 au 21 février) |                  |                    |      |                                       |                                       |                                       |
| -                                                                      | 7 mars 2023      | Livigno            | PGS  | Annulé à cause de raisons économiques | Annulé à cause de raisons économiques | Annulé à cause de raisons économiques |
| -                                                                      | 8 mars 2023      | Livigno            | PSL  | Annulé à cause de raisons économiques | Annulé à cause de raisons économiques | Annulé à cause de raisons économiques |
| -                                                                      | 11 mars 2023     | Piancavallo        | PSL  | Annulé                                | Annulé                                | Annulé                                |
| 10                                                                     | 15 mars 2023     | Rogla              | PGS  | Sabine Schöffmann                     | Ester Ledecká                         | Tsubaki Miki                          |
| 11                                                                     | 18 mars 2023     | Berchtesgaden      | PSL  | Ester Ledecká                         | Ramona T. Hofmeister                  | Cheyenne Loch                         |

#### Mixte par équipe
| N°                                                               | Date             | Lieu          | Type | Vainqueur                                       | Deuxième                                                    | Troisième                                      |
| ---------------------------------------------------------------- | ---------------- | ------------- | ---- | ----------------------------------------------- | ----------------------------------------------------------- | ---------------------------------------------- |
| 1                                                                | 10 décembre 2022 | Winterberg    | PSL  | Suisse 2- Gian Casanova - Ladina Jenny          | Autriche 1- Andreas Prommegger - Daniela Ulbing             | Pologne 1- Oskar Kwiatkowski - Aleksandra Krol |
| 2                                                                | 11 janvier 2023  | Bad Gastein   | PSL  | Autriche 1- Andreas Prommegger - Daniela Ulbing | Allemagne 1- Stefan Baumeister - Ramona Theresia Hofmeister | Suisse 2- Dario Caviezel - Julie Zogg          |
| Bakuriani - Championnats du monde de snowboard 2023 (22 février) |                  |               |      |                                                 |                                                             |                                                |
| -                                                                | 12 mars 2023     | Piancavallo   | PSL  | Annulé                                          | Annulé                                                      | Annulé                                         |
| 3                                                                | 19 mars 2023     | Berchtesgaden | PSL  | Autriche 2- Fabian Obmann - Sabine Schöffmann   | Italie 2- Maurizio Bormolini - Elisa Caffont                | Italie 1- Edwin Coratti - Lucia Dalmasso       |

## Snowboard Cross

### Programme
- 9 épreuves individuelles de Snowboard Cross + 1 épreuve par équipe mixte dans 7 stations.

### Classements
| Rang | Nom           | Points | Victoire(s) | Podium(s) |
| ---- | ------------- | ------ | ----------- | --------- |
|      | Martin Nörl   | 510    | 3           | 5         |
| 2    | Lucas Eguibar | 436    | 1           | 3         |
| 3    | Éliot Grondin | 399    | 1           | 3         |
| 4    | Omar Visintin | 389    |             | 2         |
| 5    | Merlin Surget | 341    | 1           | 1         |

| Rang | Nom                | Points | Victoire(s) | Podium(s) |
| ---- | ------------------ | ------ | ----------- | --------- |
|      | Charlotte Bankes   | 723    | 6           | 7         |
| 2    | Chloé Trespeuch    | 650    | 1           | 8         |
| 3    | Josie Baff         | 493    | 2           | 4         |
| 4    | Eva Adamczyková    | 407    |             | 1         |
| 5    | Manon Petit-Lenoir | 356    |             | 2         |

### Calendrier et podiums

#### Hommes
| N°                                                           | Date             | Lieu              | Vainqueur                         | Deuxième                          | Troisième                         |
| ------------------------------------------------------------ | ---------------- | ----------------- | --------------------------------- | --------------------------------- | --------------------------------- |
| 1                                                            | 4 décembre 2022  | Les Deux Alpes    | Martin Nörl                       | Omar Visintin                     | Éliot Grondin                     |
| 2                                                            | 16 décembre 2022 | Cervinia          | Alessandro Hämmerle               | Jakob Dusek                       | Martin Nörl                       |
| 3                                                            | 17 décembre 2022 | Cervinia          | Loan Bozzolo                      | Martin Nörl                       | Kalle Koblet                      |
| -                                                            | 19 décembre 2022 | Montafon          | Annulé à cause du manque de neige | Annulé à cause du manque de neige | Annulé à cause du manque de neige |
| -                                                            | 20 décembre 2022 | Montafon          | Annulé à cause du manque de neige | Annulé à cause du manque de neige | Annulé à cause du manque de neige |
| 4                                                            | 4 février 2023   | Cortina d'Ampezzo | Merlin Surget                     | Jack Vedder                       | Léo Le Blé Jaques                 |
| Bakuriani - Championnats du monde de snowboard 2023 (3 mars) |                  |                   |                                   |                                   |                                   |
| 5                                                            | 11 mars 2023     | Sierra Nevada     | Lucas Eguibar                     | Omar Visintin                     | Lorenzo Sommariva                 |
| 6                                                            | 12 mars 2023     | Sierra Nevada     | Kalle Koblet                      | Lucas Eguibar                     | Loan Bozzolo                      |
| 7                                                            | 16 mars 2023     | Veysonnaz         | Martin Nörl                       | Álvaro Romero                     | Lorenzo Sommariva                 |
| 8                                                            | 25 mars 2023     | Mont Sainte-Anne  | Éliot Grondin                     | Jakob Dusek                       | Lucas Eguibar                     |
| 9                                                            | 26 mars 2023     | Mont Sainte-Anne  | Martin Nörl                       | Jake Vedder                       | Éliot Grondin                     |

#### Femmes
| N°                                                           | Date             | Lieu              | Vainqueur                         | Deuxième                          | Troisième                         |
| ------------------------------------------------------------ | ---------------- | ----------------- | --------------------------------- | --------------------------------- | --------------------------------- |
| 1                                                            | 4 décembre 2022  | Les Deux Alpes    | Josie Baff                        | Chloé Trespeuch                   | Léa Casta                         |
| 2                                                            | 16 décembre 2022 | Cervinia          | Chloé Trespeuch                   | Manon Petit-Lenoir                | Charlotte Bankes                  |
| 3                                                            | 17 décembre 2022 | Cervinia          | Charlotte Bankes                  | Josie Baff                        | Chloé Trespeuch                   |
| -                                                            | 19 décembre 2022 | Montafon          | Annulé à cause du manque de neige | Annulé à cause du manque de neige | Annulé à cause du manque de neige |
| -                                                            | 20 décembre 2022 | Montafon          | Annulé à cause du manque de neige | Annulé à cause du manque de neige | Annulé à cause du manque de neige |
| 4                                                            | 4 février 2023   | Cortina d'Ampezzo | Charlotte Bankes                  | Faye Gulini                       | Chloé Trespeuch                   |
| Bakuriani - Championnats du monde de snowboard 2023 (3 mars) |                  |                   |                                   |                                   |                                   |
| 5                                                            | 11 mars 2023     | Sierra Nevada     | Charlotte Bankes                  | Chloé Trespeuch                   | Lindsey Jacobellis                |
| 6                                                            | 12 mars 2023     | Sierra Nevada     | Charlotte Bankes                  | Chloé Trespeuch                   | Manon Petit-Lenoir                |
| 7                                                            | 16 mars 2023     | Veysonnaz         | Charlotte Bankes                  | Eva Adamczyková                   | Josie Baff                        |
| 8                                                            | 25 mars 2023     | Mont Sainte-Anne  | Charlotte Bankes                  | Chloé Trespeuch                   | Lindsey Jacobellis                |
| 9                                                            | 26 mars 2023     | Mont Sainte-Anne  | Josie Baff                        | Pia Zerkhold                      | Chloé Trespeuch                   |

#### Mixte par équipe
| N°                                                           | Date | Lieu | Vainqueur | Deuxième | Troisième |
| ------------------------------------------------------------ | ---- | ---- | --------- | -------- | --------- |
| Bakuriani - Championnats du monde de snowboard 2023 (4 mars) |      |      |           |          |           |

## Snowboard Freestyle (Park & Pipe)

### Programme
- 14 épreuves individuelles de Snowboard freestyle dans 10 stations soit :
  - 5 épreuves de big air
  - 5 épreuves de half-pipe
  - 4 épreuves de slopestyle

### Classements

#### Général
| Rang | Nom              | Points | Victoire(s) | Podium(s) |
| ---- | ---------------- | ------ | ----------- | --------- |
|      | Valentino Guseli | 440    | 1           | 4         |
| 2    | Dusty Henricksen | 332    | 1           | 3         |
| 3    | Taiga Hasegawa   | 323    | 2           | 2         |
| 4    | Ryoma Kimata     | 314    |             | 1         |
| 5    | Chris Corning    | 285    |             | 3         |

| Rang | Nom             | Points | Victoire(s) | Podium(s) |
| ---- | --------------- | ------ | ----------- | --------- |
|      | Mitsuki Ono     | 360    | 3           | 4         |
| 2    | Julia Marino    | 353    | 3           | 3         |
| 3    | Reira Iwabuchi  | 322    | 1           | 3         |
| 4    | Anna Gasser     | 300    | 1           | 4         |
| 5    | Miyabi Onitsuka | 263    |             | 1         |

#### Big Air
| Rang | Nom              | Points | Victoire(s) | Podium(s) |
| ---- | ---------------- | ------ | ----------- | --------- |
|      | Valentino Guseli | 250    | 1           | 1         |
| 2    | Chris Corning    | 196    |             | 2         |
| 3    | Marcus Kleveland | 140    | 1           | 1         |
| 4    | Ryoma Kimata     | 138    |             | 1         |
| 5    | Taiga Hasegawa   | 137    | 1           | 1         |

| Rang | Nom                | Points | Victoire(s) | Podium(s) |
| ---- | ------------------ | ------ | ----------- | --------- |
|      | Reira Iwabuchi     | 192    | 1           | 2         |
| 2    | Kokomo Murase      | 182    |             | 1         |
| 3    | Anna Gasser        | 180    | 1           | 2         |
| 4    | Jasmine Baird (en) | 160    | 1           | 2         |
| 5    | Evy Poppe          | 138    |             | 1         |

#### Half-Pipe
| Rang | Nom              | Points | Victoire(s) | Podium(s) |
| ---- | ---------------- | ------ | ----------- | --------- |
|      | Ruka Hirano      | 314    | 3           | 3         |
| 2    | Valentino Guseli | 246    |             | 2         |
| 3    | Scotty James     | 180    | 1           | 2         |
| 4    | Lee Chae-un      | 177    |             |           |
| 5    | Yuto Totsuka     | 159    |             | 1         |

| Rang | Nom               | Points | Victoire(s) | Podium(s) |
| ---- | ----------------- | ------ | ----------- | --------- |
|      | Mitsuki Ono       | 360    | 3           | 4         |
| 2    | Elizabeth Hosking | 237    |             | 2         |
| 3    | Maddie Mastro     | 191    |             | 2         |
| 4    | Queralt Castellet | 179    | 1           | 1         |
| 5    | Ruki Tomita       | 136    |             |           |

#### Slopestyle
| Rang | Nom              | Points | Victoire(s) | Podium(s) |
| ---- | ---------------- | ------ | ----------- | --------- |
|      | Dusty Henricksen | 296    | 1           | 3         |
| 2    | Taiga Hasegawa   | 186    | 1           | 1         |
| 3    | Valentino Guseli | 165    |             | 1         |
| 4    | Liam Brearley    | 144    |             | 1         |
| 5    | Sven Thorgren    | 120    |             | 1         |

| Rang | Nom             | Points | Victoire(s) | Podium(s) |
| ---- | --------------- | ------ | ----------- | --------- |
|      | Julia Marino    | 313    | 3           | 4         |
| 2    | Miyabi Onitsuka | 153    |             |           |
| 3    | Mia Brookes     | 130    |             | 1         |
| 3    | Reira Iwabuchi  | 130    |             | 1         |
| 5    | Laurie Blouin   | 129    |             | 1         |

### Calendrier et podiums

#### Hommes
Big Air
| N°                                                           | Date             | Lieu            | Vainqueur                              | Deuxième                               | Troisième                              |
| ------------------------------------------------------------ | ---------------- | --------------- | -------------------------------------- | -------------------------------------- | -------------------------------------- |
| 1                                                            | 22 octobre 2022  | Coire           | Takeru Otsuka                          | Ruki Tobita                            | Nick Puenter                           |
| -                                                            | 26 novembre 2022 | Falun           | Annulé à cause de la crise énergétique | Annulé à cause de la crise énergétique | Annulé à cause de la crise énergétique |
| 2                                                            | 10 décembre 2022 | Edmonton        | Valentino Guseli                       | Chris Corning                          | Nicolas Laframboise                    |
| 3                                                            | 17 décembre 2022 | Copper Mountain | Marcus Kleveland                       | Chris Corning                          | Ian Matteoli                           |
| 4                                                            | 14 janvier 2023  | Kreischberg     | Taiga Hasegawa                         | Ryoma Kimata                           | Kira Kimura                            |
| Bakuriani - Championnats du monde de snowboard 2023 (5 mars) |                  |                 |                                        |                                        |                                        |

Halfpipe
| N°                                                           | Date             | Lieu             | Vainqueur    | Deuxième         | Troisième         |
| ------------------------------------------------------------ | ---------------- | ---------------- | ------------ | ---------------- | ----------------- |
| 1                                                            | 16 décembre 2022 | Copper Mountain  | Scotty James | Jan Scherrer     | Kaishu Hirano     |
| 2                                                            | 21 janvier 2023  | Laax             | Ruka Hirano  | Scotty James     | Yūto Totsuka      |
| 3                                                            | 4 février 2023   | Mammoth Mountain | Ruka Hirano  | Valentino Guseli | Chase Blackwell   |
| 4                                                            | 10 février 2023  | Calgary          | Ruka Hirano  | Valentino Guseli | Shuichiro Shigeno |
| Bakuriani - Championnats du monde de snowboard 2023 (3 mars) |                  |                  |              |                  |                   |
| -                                                            | 12 mars 2023     | Secret Garden    | Annulé       | Annulé           | Annulé            |

Slopestyle
| N°                                                               | Date            | Lieu             | Vainqueur        | Deuxième         | Troisième        |
| ---------------------------------------------------------------- | --------------- | ---------------- | ---------------- | ---------------- | ---------------- |
| 1                                                                | 22 janvier 2023 | Laax             | Marcus Kleveland | Dusty Henricksen | Sven Thorgren    |
| 2                                                                | 4 février 2023  | Mammoth Mountain | Dusty Henricksen | Valentino Guseli | Chris Corning    |
| 3                                                                | 12 février 2023 | Calgary          | Darcy Sharpe     | Dusty Henricksen | Cameron Spalding |
| Bakuriani - Championnats du monde de snowboard 2023 (27 février) |                 |                  |                  |                  |                  |
| 4                                                                | 26 mars 2023    | Silvaplana       | Taiga Hasegawa   | Liam Brearley    | Sven Thorgren    |

#### Femmes
Big Air
| N°                                                           | Date             | Lieu            | Vainqueur                              | Deuxième                               | Troisième                              |
| ------------------------------------------------------------ | ---------------- | --------------- | -------------------------------------- | -------------------------------------- | -------------------------------------- |
| 1                                                            | 22 octobre 2022  | Coire           | Reira Iwabuchi                         | Anna Gasser                            | Jasmine Baird (en)                     |
| -                                                            | 26 novembre 2022 | Falun           | Annulé à cause de la crise énergétique | Annulé à cause de la crise énergétique | Annulé à cause de la crise énergétique |
| 2                                                            | 10 décembre 2022 | Edmonton        | Jasmine Baird (en)                     | Evy Poppe                              | Reira Iwabuchi                         |
| 3                                                            | 17 décembre 2022 | Copper Mountain | Mari Fukada                            | Hailey Langland                        | Miyabi Onitsuka                        |
| 4                                                            | 14 janvier 2023  | Kreischberg     | Anna Gasser                            | Zoi Sadowski-Synnott                   | Kokomo Murase                          |
| Bakuriani - Championnats du monde de snowboard 2023 (5 mars) |                  |                 |                                        |                                        |                                        |

Halfpipe
| N°                                                           | Date             | Lieu             | Vainqueur         | Deuxième          | Troisième      |
| ------------------------------------------------------------ | ---------------- | ---------------- | ----------------- | ----------------- | -------------- |
| 1                                                            | 16 décembre 2022 | Copper Mountain  | Queralt Castellet | Elizabeth Hosking | Mitsuki Ono    |
| 2                                                            | 21 janvier 2023  | Laax             | Mitsuki Ono       | Wu Shaotong       | Maddie Mastro  |
| 3                                                            | 4 février 2023   | Mammoth Mountain | Mitsuki Ono       | Cai Xuetong       | Maddie Mastro  |
| 4                                                            | 10 février 2023  | Calgary          | Mitsuki Ono       | Elizabeth Hosking | Berenice Wicki |
| Bakuriani - Championnats du monde de snowboard 2023 (3 mars) |                  |                  |                   |                   |                |
| -                                                            | 12 mars 2023     | Secret Garden    | Annulé            | Annulé            | Annulé         |

Slopestyle
| N°                                                               | Date            | Lieu             | Vainqueur            | Deuxième       | Troisième     |
| ---------------------------------------------------------------- | --------------- | ---------------- | -------------------- | -------------- | ------------- |
| 1                                                                | 22 janvier 2023 | Laax             | Zoi Sadowski-Synnott | Mia Brookes    | Anna Gasser   |
| 2                                                                | 4 février 2023  | Mammoth Mountain | Julia Marino         | Reira Iwabuchi | Annika Morgan |
| 3                                                                | 12 février 2023 | Calgary          | Julia Marino         | Laurie Blouin  | Jasmine Baird |
| Bakuriani - Championnats du monde de snowboard 2023 (27 février) |                 |                  |                      |                |               |
| 4                                                                | 25 mars 2023    | Silvaplana       | Julia Marino         | Tess Coady     | Anna Gasser   |